# اکلسهایم
اکلسهایم (به آلمانی: Eckelsheim) یک شهر در آلمان است که در آلزی-ورمز واقع شده‌است. اکلسهایم ۵۱۷ نفر جمعیت دارد.